# Vasmann
Die Familie von Vasmann war ein vogtländisches bzw. meißnisches Adelsgeschlecht.
Die Familie gilt als stammesverwandt mit den von Falkenstein und von Dobeneck. Ausgehend von Falkenstein hatten sie einen weiteren Stammsitz mit Burg Wiedersberg. Sie gründeten Faßmannsreuth. Zunächst im Gefolge der Vögte von Plauen und Markgrafen von Meißen gelangten sie auch in den Besitz von Lehen der Burggrafen von Nürnberg. Sie waren Mitbesitzer von Hartungs und saßen auch in Schauenstein und Sachsgrün. 1380 beteiligten sich drei Familienmitglieder auf der Seite der Guttenberger an der Guttenberger Fehde, offenbar aufgrund familiärer Bande mit den von Sparneck und Wolffersdorff.